# R-73

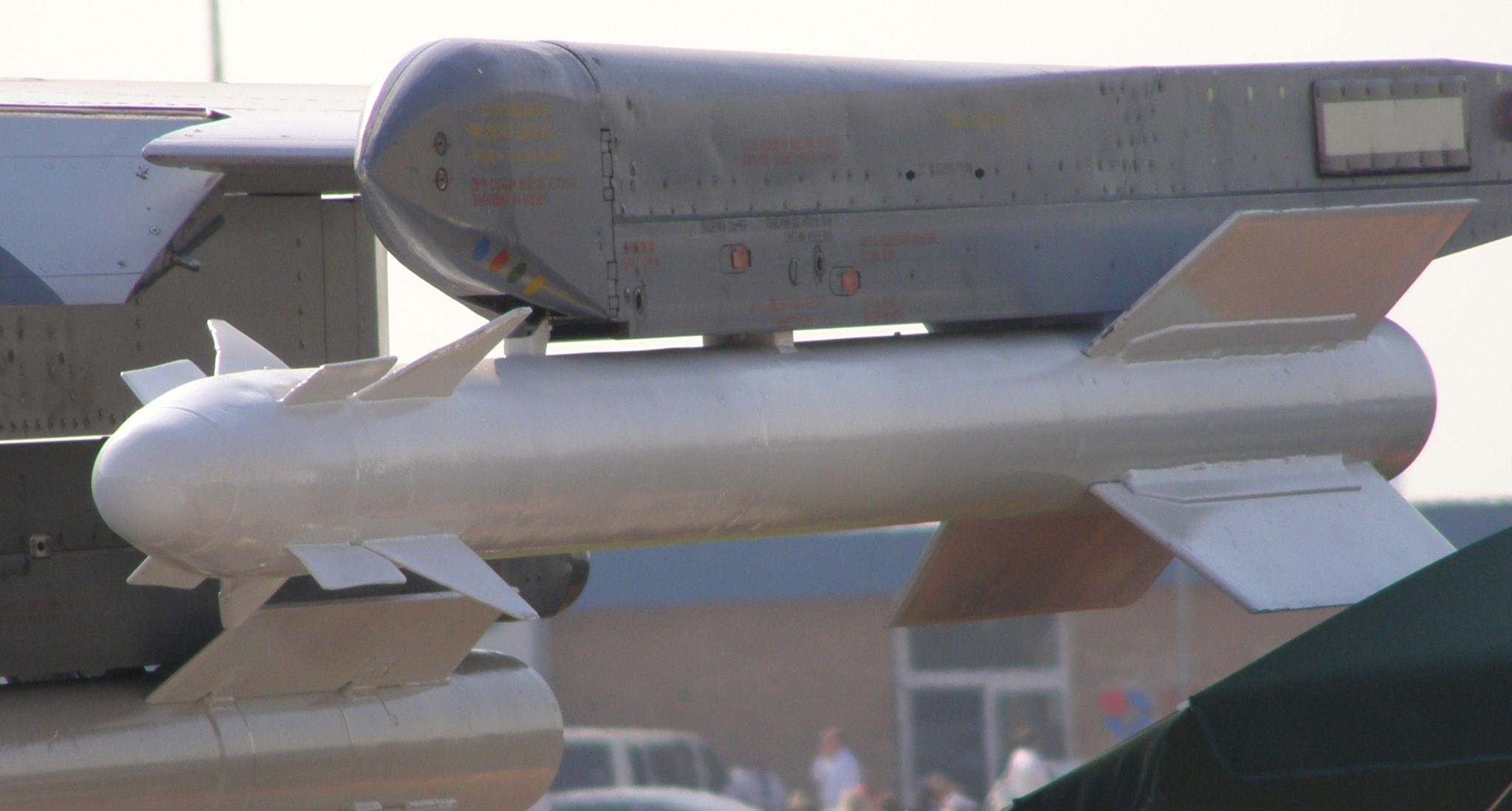
De R-73

De Vympel R-73 (Russisch: Вымпел P-73) (NAVO-codenaam: AA-11 Archer) is een lucht-luchtraket voor de korte afstand ontwikkeld in de Sovjet-Unie. De raket is nog steeds in gebruik in de Russische Luchtmacht en andere gebruikers van Russische vliegtuigen. De R-73 is het beste vergelijkbaar met de Amerikaanse AIM-9 Sidewinder.

## Ontwikkeling
De ontwikkeling van de R-73 is gestart in 1973 om de R-60 te vervangen als standaard lucht-luchtraket voor de korte afstand. De raket werd in 1984 in gebruik genomen. De raket heeft een infrarood zoeker met een gezichtsveld van 120° en is de meest wendbare lucht-luchtraket in gebruik. Daarom wordt deze over het algemeen superieur beschouwd aan haar Amerikaanse equivalent, de AIM-9 Sidewinder, hoewel het de bedoeling is dat de nieuwste variant, de AIM-9X, daar verandering brengt.
Omdat de raket ook op vliegtuigen werkt zonder gecompliceerd richtsysteem is deze ook geschikt voor gebruik op helikopters. De raket kan vanuit alle vliegrichtingen gelanceerd worden, er zijn zelfs tests gedaan waarbij de raket achterwaarts vanaf het vliegtuig wordt gelanceerd. Dit heeft echter nog geen productievariant opgeleverd.

## Specificaties
- Producent: Vympel NPO
- Functie: Lucht-luchtraket voor de korte afstand
- Ingebruikname: 1984
- Bereik: 30 km (R-73), 40 km (R-73E)
- Topsnelheid: Mach 2,5
- Aandrijving: 1 vastebrandstofmotor met stuwstraalbesturing
- Springlading: 7,4 kg hoogexplosief, expanding rod
- Massa bij lancering: 105-115 kg afhankelijk van variant
- Lengte: 2900 mm
- Schachtdiameter: 170 mm
- Spanwijdte vinnen: 510 mm
- Lanceerplatform:
  - Straaljagers
    - Sukhoi Su-27 en varianten
    - MiG-23MLD
    - MiG-29
    - MiG-31
    - MiG-33
    - Jakovlev Jak-141
    - Soechoj Soe-57

  - Helikopters
    - Mil Mi-24
    - Mil Mi-28
    - Kamov Ka-50
    - Kamov Ka-52

  - Watervaartuigen
    - Sea Dragon (Oekraïense drone-boot)